# Amboroa
Amboroa, biljni rod iz porodice glavočika smješten u tribus Eupatorieae, dio potporodice Asteroideae. Postoje dvije priznate južnoameričkre vrste, jedna iz Bolivije i jedna iz Perua.

## Opis
Amboroa uključuje 2 grmolike vrste iz Bolivije i Perua, a svaka je poznata iz samo jedne zbirke. Rod se razlikuje po čekinjama papusa, koje imaju jako proširene izbočene stanice na svojim vrhovima i čine ih distalno perastima, u kombinaciji s 5-6 rebrastih, golih cipsela, brojnim cvjetićima po glavici i kratkim režnjevima vjenčića.

## Vrste
1. Amboroa geminata Cabrera Bolivija.
2. Amboroa wurdackii R.M.King & H.Rob., Peru.